# Heinrich Salomon

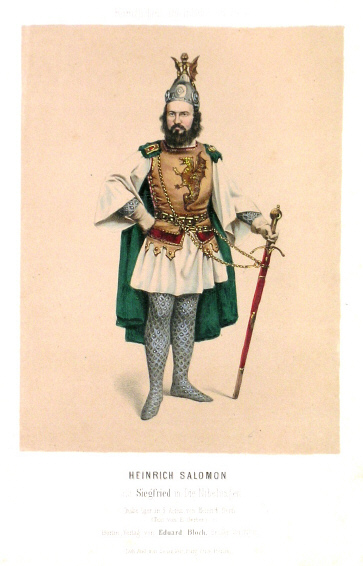
Heinrich Salomon als Siegfried in Heinrich Dorns Oper Die Nibelungen

Heinrich Salomon (* 3. September 1825 in Leipzig; † 5. November 1903 in Berlin) war ein deutscher Opernsänger (Bass).

## Leben
Salomon studierte ab 1842 zunächst Violine am Leipziger Konservatorium und wirkte anschließend in seiner Heimatstadt Leipzig, am Theater an der Wien, am Hoftheater in München und gelangte schließlich nach Berlin, wo er von 1853 bis 1889 an der königlichen Hofoper engagiert war. Zu seinen Hauptpartien zählten u. a. der Sarastro, Leporello und Méphistophélès. Im Gegensatz zu vielen seiner Kollegen galt Heinrich Salomon nicht bloß als guter Sänger, sondern auch als ein hervorragender Darsteller.
Daneben trat Salomon auch als Konzertsänger auf. So wirkte er vom 15. bis 17. Mai 1853 in Düsseldorf beim 31. Niederrheinischen Musikfest mit, das von Ferdinand Hiller, Robert Schumann und Julius Tausch geleitet wurde.